# Antón García-Abril
Antón García-Abril Ruiz (Madrid, 7 de marzo de 1969) es un arquitecto español.

## Biografía
Antón García-Abril (Madrid, 1969) es Doctor Europeo en Arquitectura; profesor catedrático del MIT en la Escuela de Arquitectura y Urbanismo. Fue profesor asociado en la Escuela Técnica Superior de Arquitectura de la Universidad Politécnica de Madrid (E.T.S.A.M.-U.P.M.) durante una década.
Recibe el Premio de Roma de la Academia Española en 1996; y en el año 2000 funda ENSAMBLE STUDIO, colocándose a la cabeza de un equipo multidisciplinar dedicado a la práctica de la Arquitectura, a nivel conceptual y físico. Sus obras exploran el espacio creado a través de la estructura y la materia. Sus obras más importantes son la Escuela de Altos Estudios Musicales, Santiago de Compostela, la Casa Martemar, Málaga, la Sede SGAE Noroeste, Santiago de Compostela, la Casa Hemeroscopium, Las Rozas de Madrid, la Casa Trufa, Costa de la Muerte, Galicia y más recientemente la Casa del Lector, Madrid y el Teatro Telcel, México DF.
Ha sido profesor invitado en el Massachusetts Institute of Technology  (M.I.T.) en 2011, el Graduate School of Design de la Universidad de Harvard en 2010 y en la Universidad de Cornell en 2008, entre otras universidades en América y Europa. Su labor dando clases y conferencias en diferentes universidades e instituciones se extiende por todo el mundo, destacando las más recientes en el Akademie der Bildenden Künste Stuttgart, Kunstakademie de Düsseldorf, AA en Londres, Instituto Cervantes de Chicago, Bienne Forum de l’architecture, University of Texas en San Antonio, Bauhaus University Weimar, en la Akademie der Bildenden Künste de Stuttgart, Kunstakademie de Düsseldorf, AA en Londres, Instituto Cervantes de Chicago, Bienne Forum de l’Architecture, University 
of Texas de San Antonio, Bauhaus University Weimar, the ETH Zürich, Princeton University, Harbin Institute of Technology en China, ZA 2010 Congress en Johannesburgo, Sudáfrica, Accademia d’Architettura de Mendrisio o el Colegio de arquitectos de Ecuador en Quito.
Fue crítico de arquitectura en la revista El Cultural del periódico El Mundo para la que escribió de manera asidua durante quince años. Ha participado como jurado en premios como el “Frontiers of Knowledge Prize” de la fundación BBVA, entregado a Steven Holl en 2009 o los premios Mies Van der Rohe 2013 en Barcelona. Recientemente fue elegido "International Fellow of the Royal Institute of
British Architects (RIBA)" por sus servicios a la arquitectura internacional. Su estudio ha sido galardonado con destacados premios como el Rice Design Alliance Prize a Arquitectos Emergentes en Houston en 2009, el AD Award 2008, el Architectural Record Design Vanguard Prize de Architectural Record N.Y. en el año 2005 y en el 2012 la Casa del Lector recibe el premio FAD de Arquitectura al conjunto del Matadero de Madrid. Fue seleccionado por Kazuyo Sejima para participar en la 12ª Muestra de Arquitectura de la Bienal de Venecia de 2010 y en el 2012 fue el Comisario del Pabellón de España en la 13 Bienal de Venecia junto a Débora Mesa presentando "SpainLab".
En 2009 funda la Positive City Foundation para investigar acerca del fenómeno urbano. Es fundador del POP LAB dentro del laboratorio de investigación del MIT junto a Débora Mesa. Actualmente se encuentra desarrollando su tesis de doctorado de Ingeniería “ Masa Tensa”, en la Escuela de Ingenieros de Caminos, Canales y Puerto de la Universidad Politécnica de Barcelona.

## Obras Representativas
- 1998 - Auditorio y Escuela de Música, Medina del Campo, España.
- 2000 - Escuela de Altos Estudios Musicales, Santiago de Compostela, España.
- 2004 - Taller de Manolo Valdés, Madrid, España.
- 2004 - Casa Martemar, Málaga, España.
- 2004 - Sede SGAE Noroeste, Santiago de Compostela, España.
- 2005 - Casa Hemeroscopium, Las Rozas de Madrid, España.40°32′23.8″N 3°55′17.1″O / 40.539944, -3.921417
- 2006 - 2010 - Casa Trufa, Costa de la Muerte, Galicia, España.
- 2009 - Torre de la Música, Valencia, España.
- 2010 - Museo Mesoamericano, Salamanca, España.
- 2010 - Balancing Act, 12 Bienal de Venecia, Italia.
- 2012 - Casa del Lector, Madrid, España.
- 2012 - The Cloud, Madrid, España.
- 2013 - Teatro Telcel, México DF, México.

## Premios
- 2003 - Premio Casa del Lector (Matadero Municipal de Madrid).
- 2005 - Premio International Award Architecture in Stone.
- 2005 - Premio Design Vanguard de Architectural Record N.Y..
- 2008 - Arquitecto del Año 2008 por Architectural Digest.
- 2009 - Premio The Rice Design Alliance reconociéndolo como arquitecto emergente, otorgado por RDA.[1]
- 2011 - Premio "Mies Van der Rohe Award", Mención Obra Excelencia ((La Trufa, Galicia, España).
- 2012 - Premio FAD Arquitectura, Matadero, Casa del Lector.
- 2012 - International Fellow of the Royal Institute of British Architects (RIBA).

## Exposiciones
- 2000 - Exposición permanente "El Croquis", San Lorenzo de El Escorial, España.
- 2000 - Exposición Obras Recientes, Fundación COAM, Madrid, España.
- 2003 - Exposición 0. La Mesa Blanca en La Sala de Arquerías de Nuevos Ministerios, Madrid, España.
- 2005 - Exposición Monoespacios COAM 7, Madrid, España.
- 2007 - Exposición de la Sede SGAE Noroeste en el CGAC (Centro Gallego de Arte Contemporáneo), Santiago de Compostela, España
- 2007 - Exposición Arquitectura en Piedra en España, Verona, Italia.
- 2008 - Exposición La Seducción Natural de la Piedra - Arquitectura Contemporánea en España. Piedra 2008 en el Pabellón 9 de IFEMA, Madrid.
- 2008 - Exposición Crudo 100% en la Fundación COAM, Madrid, España.
- 2009 - Exposición 100% Arquitectura. SGAE. Madrid.[2]
- 2010 - Ciclo de Arquitecturas de autor en la UNAV.[2]
- 2010 - Exposición JAE en la Casa de Asturias en Bruselas y antes en Madrid y Nueva York. Antón García-Abril y Ensamble Studio participan entre un nutrido número de arquitectos españoles.[2]
- 2010 - Exposición Una ciudad llamada España. Sociedad Estatal para la acción Cultural Exterior. Antón García-Abril y Ensamble Studio. En exposición actualmente en la Glyptoteca Nacional de Atenas del 20 de mayo al 21 de agosto de 2010.
- 2010 - Balancing Act, 12ª Bienal de Arquitectura de Venecia. Antón García-Abril & Ensamble Studio.[3]
- 2010 - Exposición Futuro en Pausa en COnstructec-COAM, Madrid, España.
- 2010 - Exposición GA International 2010 , Tokio, Japón.
- 2010 - Exposición Construyendo la Democracia: 35 años de Arquitectura Social en España, en Madrid, España.
- 2011 - Exposición itinerante European Union Prize 2011.
- 2011 - Exposición GA International 2011 “Emerging Future”, Tokio, Japón.
- 2011 - Exposición Picturing “Home-for-All”, Toyo Ito Museum of Architecture y Mediateca de Sendai, Japón.
- 2012 - Pabellón de España, SpainLab en la 13.ª Bienal de Arquitectura de Venecia. Antón García-Abril & Débora Mesa (Comisarios).
- 2012 - Exposición GA International 2012 “Emerging Future”, Tokio, Japón.
- 2013 - Exposición GA International 2013 “Emerging Future”, Tokio, Japón.